# Sino Group

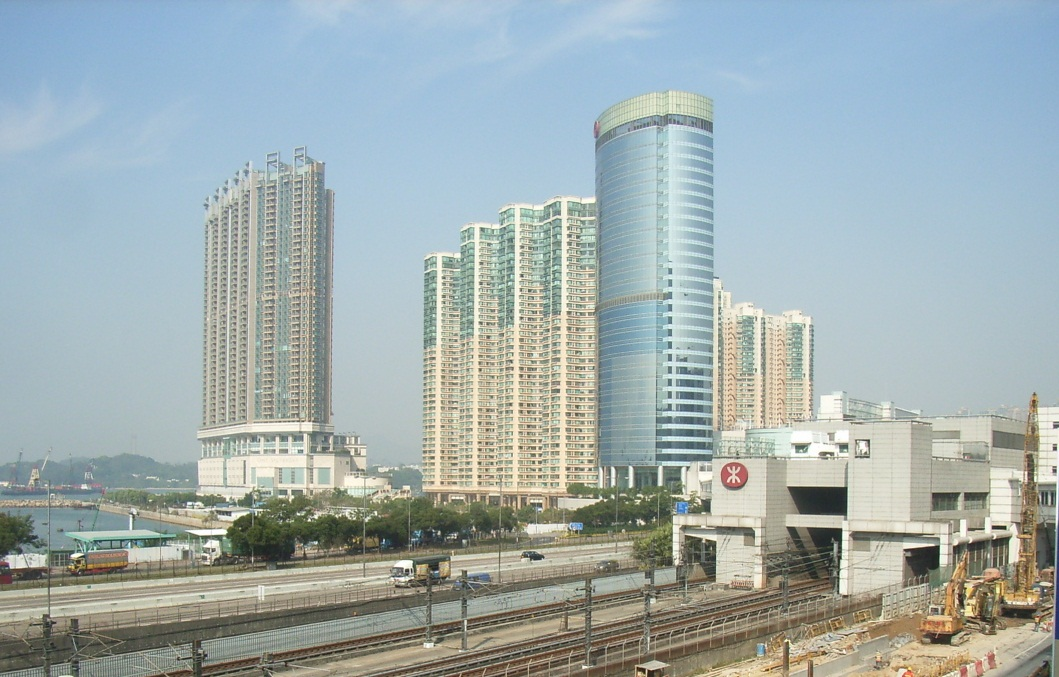
Olimpian City в Гонконге

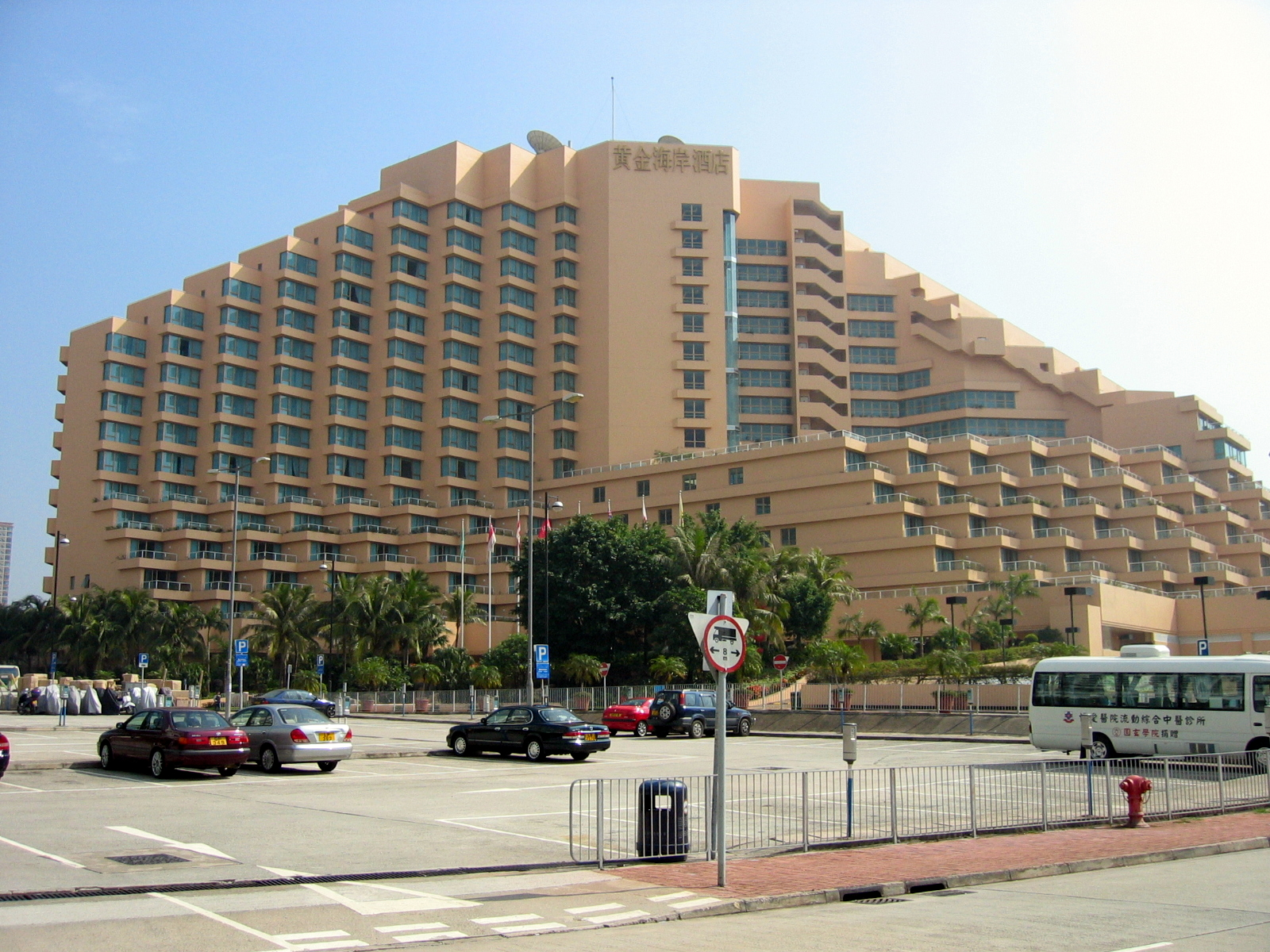
Hong Kong Gold Coast в Гонконге

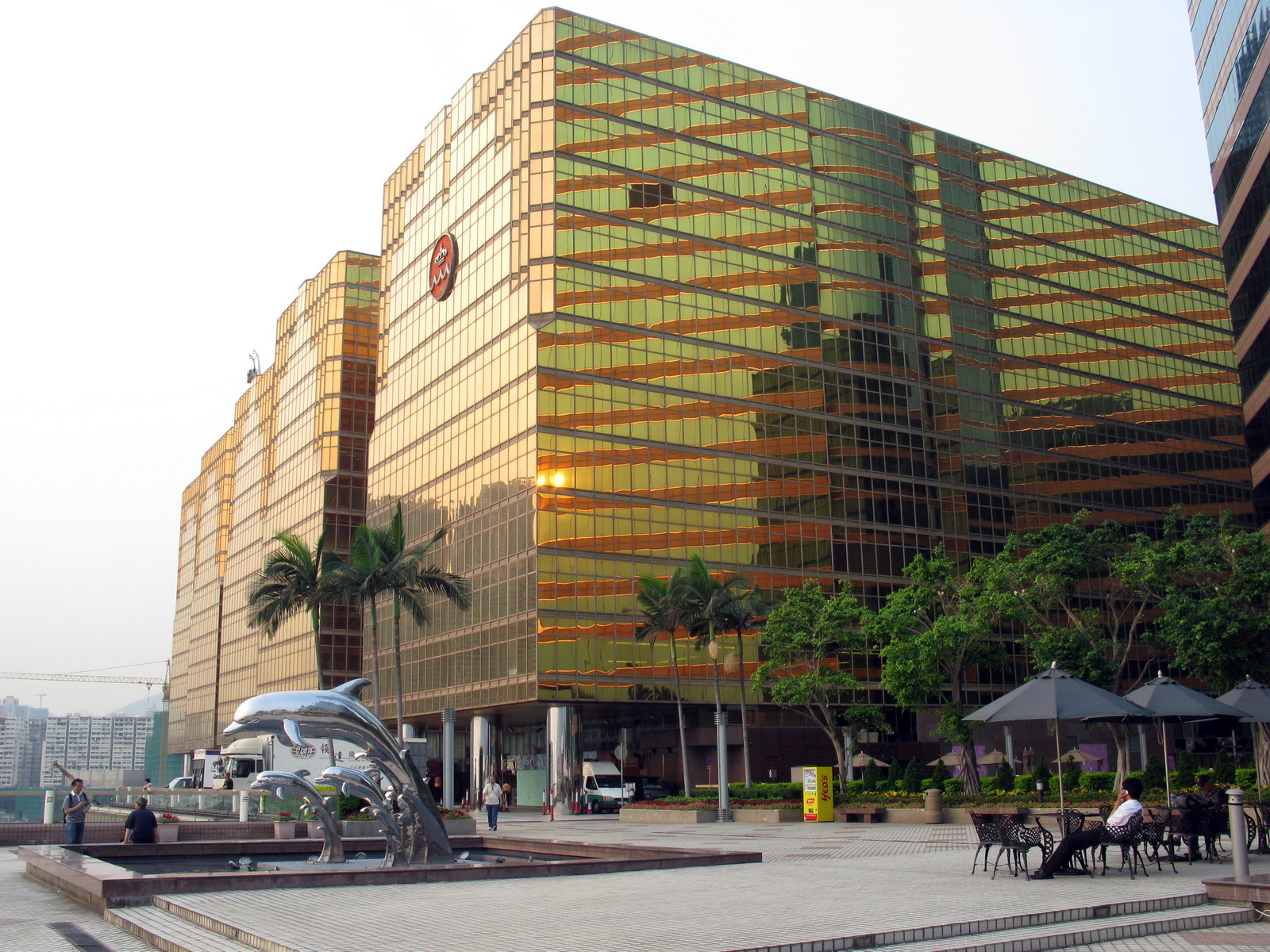
China Hong Kong City в Гонконге

Sino Group (信和集團) — один из крупнейших операторов недвижимости в Гонконге, управляет жилыми, офисными, торговыми и промышленными комплексами, отелями и загородными клубами. Принадлежит миллиардеру Роберту Нг, старшему сыну основателя компании Нг Тэнфуна (семейство Нг также контролирует сингапурскую корпорацию Far East Organization, имеющую интересы в недвижимости и производстве напитков). 

## История
Компания основана в 1971 году сингапурским магнатом Нг Тэнфуном, в 1972 году на Гонконгскую фондовую биржу вышла дочерняя компания Tsim Sha Tsui Properties, в 1981 году — Sino Land Company, в 1995 году — Sino Hotels. 

## Структура
Дочерние компании Sino Group занимаются недвижимостью, гостиничным делом (сеть отелей в Гонконге и Сингапуре), строительством, парковочным и охранным бизнесом, уборкой помещений, а также владеют гонконгским яхт-клубом «Голд Кост». Крупнейшим активом Sino Group является Sino Land Company (по состоянию на март 2011 года в компании работало 13 тыс. человек, рыночная стоимость составляла почти 4,5 млрд. долларов, а продажи — 1 млрд. долларов).
Среди крупнейших девелоперских проектов Sino Group в Гонконге значатся The Hermitage, Island Resort, Sky Horizon, The Centrium, Sino Plaza, Vision City, One Silver Sea, China Hong Kong City, The Dynasty, Hong Kong Gold Coast, Redhill Peninsula, Cairnhill, Lake Silver, Residence Oasis и Citywalk. Также Sino Group управляет активами в сфере недвижимости в китайских городах Шанхай, Сямынь, Фучжоу, Чжанчжоу, Гуанчжоу, Шэньчжэнь, Чэнду и Чунцин.